# Rajcsányi Mária
Rajcsányi Mária (1934–) magyar ejtőernyős sportoló.

## Sporteredmények
1958 novemberében a Magyar Honvédelmi Sportszövetség női ejtőernyősei csoportos, világcsúcsjavító kísérletet hajtottak végre a budaörsi repülőtéren. A csapat kitűnő tagjai, Sörös Erika, Nagy Éva, Osztermann Márta, Rajcsányi Mária és Papp Katalin közvetlenül a cél körül értek földet. Közel négy méterrel döntötték meg a világcsúcsot. 11,87 méteres átlagukkal túlszárnyalták az érvényes férfi csúcsot is.

### Világbajnokság
- a IV. Ejtőernyős Világbajnokságot 1958. augusztus 3. – augusztus 10. között Csehszlovákiában, Pozsonyban rendezték, ahol a női válogatott (Sörös Erika, Rajcsányi Mária és Osztermann Márta) tagja volt:
  - csapatversenyben Magyarország női válogatottja a 6. lett.
- az V. Ejtőernyős Világbajnokságra 1960. augusztus 7. – augusztus 14. között Bulgáriában, Szófia közelében lévő Muszacsevó repülőtéren került sor, ahol a női válogatott (Kastély Sándorné (Sörös Erika), Rajcsányi Mária, Kurinszki Ilona tagja volt:
  - csapatversenyben Magyarország női válogatottja a 7. lett.

### Magyar bajnokság
- az V. Magyar Ejtőernyős Nemzeti Bajnokságot 1957. szeptember 1.–szeptember 9. között  rendezték az alagi repülőtéren, ahol
  - 1000 méteres célba ugrásban ezüstérmes,
  - 2000 méteres stílusugrásban 30 másodperces késleltetéssel bronzérmes,
- a VI. Magyar Ejtőernyős Nemzeti Bajnokságot 1959. július 25.–augusztus 8. között Budaörsön rendezték, ahol
  - 1000 méteres célba ugrásban magyar bajnok,
  - 2000 méteres stílusugrásban 30 másodperces késleltetéssel ezüstérmes,
  - 1500 méteres kombinált ugrásban bronzérmes,
  - egyéni összetett versenyben bronzérmes,
- a VII. Magyar Ejtőernyős Nemzeti Bajnokságot 1960. június 26.–július 3.

között Budaörsön rendezték, ahol
- - 2000 méteres egyéni kombinált célba ugrásban országos bajnok,
  - 2000 méteres stílusugrásban 30 másodperces késleltetéssel országos bajnok,
- egyéni összetett versenyben aranyérmes,
- a IX. Magyar Ejtőernyős Nemzeti Bajnokságot 1962. szeptember 9.–szeptember 19. között Budaörsön rendezték, ahol
  - 1000 méteres célba ugrásban magyar bajnok,
  - 1500 méteres kombinált ugrásban magyar bajnok,
  - 2000 méteres stílusugrásban 30 másodperces késleltetéssel  ezüstérmes,
  - egyéni összetett versenyben  aranyérmes,

## Külső hivatkozások
- Rajcsányi Mária. filmintezet.hu. (Hozzáférés: 2012. május 15.)